# Ludovico Quaroni
Ludovico Quaroni (Roma, 1911 - 1987) fue un arquitecto y urbanista italiano, representante del neorrealismo. 
Iniciado en el monumentalismo fascista, se dedicó en la posguerra a programas de reconstrucción y de vivienda social, como en el barrio de Tiburtino en Roma (1950-1954). En 1951 coordinó el proyecto arquitectónico del barrio de La Martella en Matera, un claro ejemplo de neorrealismo por su simplicidad tecnológica y pobreza de materiales. En 1956 recibió el premio Olivetti por sus proyectos de reordenación de Ivrea (1952) y Roma (1954). Otras obras suyas fueron: la iglesia de Francavilla al Mare (1948-1959), la iglesia de la Sagrada Familia de Génova (1956) y la Caja de Ahorros de Rávena (1962-1968). Fue también profesor en la Universidad de Roma.